# Sem nevest efrejtora Zbrujeva
Sem nevest efrejtora Zbrujeva (russisk: Семь невест ефрейтора Збруева) er en sovjetisk spillefilm fra 1970 af Vitalij Melnikov.

## Medvirkende
- Semjon Morozov som Konstantin Zbrujev
- Natalja Varley som Galina
- Marianna Vertinskaja som Tatjana Drozdova
- Irina Kuberskaja
- Jelena Solovej som Rimma